# Radiotraceur
Ne doit pas être confondu avec Traceur isotopique.
 (novembre 2020).
Un radiotraceur est une entité composée d’une molécule vectrice et d’un isotope radioactif détectable à l’aide de dispositifs tels que les gamma-caméras ou la tomographie par émission de positons.

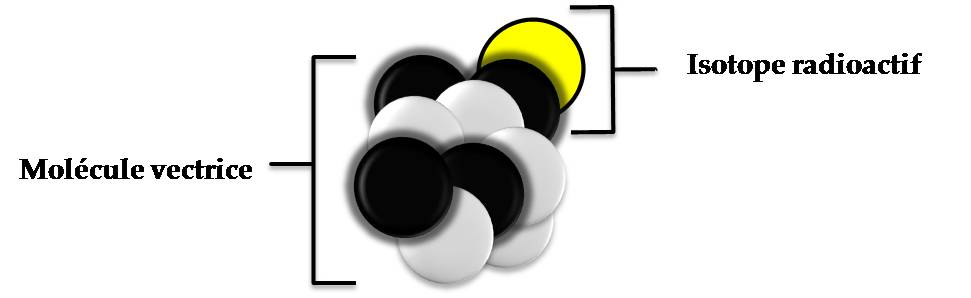
Radiotraceur

## Caractéristiques d’un radiotraceur
En biologie, Il doit être spécifique d'un organe, d'une fonction ou d'une pathologie. Il doit avoir le même comportement métabolique que la molécule vectrice et doit être utilisé en faible quantité (dose traceuse) pour ne pas perturber le mécanisme étudié.un radiotraceur doit également être stable dans l’organisme et détectable de manière externe via des détecteurs. S’il est destiné à une utilisation en neurologie, il doit pouvoir passer la barrière hémato-encéphalique. Il ne doit pas être toxiques sur le plan biologique et radiotoxicologique (les radiotraceurs doivent pouvoir être injectés, avalés ou inhalés sans effet néfaste pour les tissus)
Ces détecteurs sont la TEMP (Tomographie par émission Mono Photonique) et la TEP (tomographie par émission de positons). Ils permettent la génération d'une image, 2D ou 3D affichant en couleur les zones radioactives de la matière étudiée.

## Historique
La radioactivité artificielle est découverte par Irène Curie et Frédéric Joliot en 1934 (prix Nobel en 1935) mais la production industrielle de radio-isotopes par réaction nucléaire ne commence qu'en 1946. C'est en 1948 qu'on réussira pour la première fois a reconstruire une image de la radioactivité point à point en utilisant un compteur Geiger-Müller (Iode 131 sur la thyroïde). La Gamma caméra est créée en 1958 (hal O Anger), la Tomographie d'émission monophotonique (Jaszac) en 1979 et enfin, la Tomographie par émission de positons en 1980.

## Application en biologie/médecine

### Exemple de radiotraceur:18F-FDG
Le Fluorodésoxyglucose est du glucose dans lequel l'hydroxyde en position 2 est remplacé par un fluor 18, radioactif et visualisable par TEP. C’est le radiotraceur TEP le plus utilisé en médecine nucléaire.
Le 18F-FDG  s’accumule dans les cellules très consommatrice de glucose mais ne peut être dégradé par l’organisme, il est juste modifié en fluorodésoxyglucose-6-phosphate, un état qui l’empêche de quitter la cellule.
L’application de cette molécule est la détection des cellules à métabolisme élevé telles que, les cellules tumorales, très demandeuses en énergie et donc en glucose.
La période radioactive du fluor-18 est de 109,8 min, ce temps court est la raison pour laquelle on utilise cette molécule comme radiotraceur (18F-FDG).

## Détecteurs utilisés

### La TEMP
Aussi appelée scintigraphie, ou tomographie d’émission monophotonique, la TEMP est une technique d’imagerie médicale utilisant les vecteurs radiomarqués avec des isotopes émetteurs de rayonnements gamma. Cette technique est moins sensible que la TEP, mais capable de détecter un plus grand nombre de radiotraceurs.

### La TEP
Tomographie d’émission de positons : technique d’imagerie médicale utilisant les vecteurs radiomarqués avec des isotopes émetteurs de rayonnement bêta+. Cependant, le nombre de radiotraceurs utilisant cette technique est plus réduit. La TEP trouve son application dans divers domaines : cancérologie, imagerie cérébrale et neurologie, cardiologie...
La TEP est une technique très coûteuse car la courte demi-vie des isotopes utilisés nécessite la présence d’un cyclotron à proximité.

## Radioprotection

### Cas général
Pour la protection contre la radioactivité il y a 3 moyens : la distance, le temps de manipulation et l’utilisation d'écrans.

### Travailleurs
Les individus sont classés en fonction de leur risque d’exposition suivant qu’ils appartiennent au domaine du public ou qu’ils sont travailleurs. Nous distinguons au sein des travailleurs deux catégories :
- Catégorie A qui peuvent être exposés a une dose >6milliSievert/an (ceux qui travaillent au plus près des sources radioactives)
- Catégorie B : dose <6mSv/an (ce qui utilise la radioactivité dans leur travail)
- Public : dose < 1 mSv/an.

Préconisation : Une formation à la sécurité doit être réalisée tous les 3 ans au maximum pour sensibiliser le personnel aux risques et aux précautions à prendre dans l’établissement. La surveillance médicale des professionnels doit être effectuée dès la visite d’embauche et effectuée préalablement à toute affectation à un nouveau poste. Un suivi des travailleurs est réalisé à l’aide de dosifilms.

### Patient
On injecte au patient une dose effective calculée en tentant compte de l'importance d'un organe exposé à des rayons ionisants, ainsi que de la morphologie du patient (poids, sexe, âge…)